# Pimelea spiculigera
Pimelea spiculigera är en tibastväxtart som beskrevs av Ferdinand von Mueller och George Bentham. Pimelea spiculigera ingår i släktet Pimelea och familjen tibastväxter. Utöver nominatformen finns också underarten P. s. thesioides.